# KYL22
DIGNO M KYL22（ディグノ エム ケーワイエル ニイニイ）は、京セラによって日本国内向けに開発された、auブランドを展開するKDDIおよび沖縄セルラー電話の第3/第3.5世代（CDMA 1X WIN）、および第3.9世代移動通信システム（au 4G LTE）対応スマートフォンである。

## 概要
DIGNO S KYL21の後継機種。au 4G LTEに対応。また、DIGNOシリーズとしては初めて、IEEE 802.11acに対応した。スマートソニックレシーバーが搭載されており、電話機としての利便性も向上させている。
DIGNOシリーズとしては初となるクアッドコアのQualcomm Snapdragon 800が搭載される。電池パックの容量は2,600mAhであり、ユーザーが自ら取り外して新品に交換することはできず、全国のauショップ、もしくは一部地域を除くトヨタディーラー各店（PiPit、トヨタレンタリース、トヨタ純正部品共販店を含む）、大型家電店等 → 製造メーカー経由の持ち込み交換扱いとなる。
5インチディスプレイと2,600mAh以上の電池パックを搭載する国内スマートフォン中、トップクラスの軽さである。
耐久性と美しさを併せ持ち、セラミックスと金属を複合させた高硬度複合素材で、傷がつきにくく、光沢感が持続するという特長を持っている京セラのファインセラミックス「サーメット」を採用した大きめサイズの電源キーを背面右上部に配置。画面の点灯/消灯が片手でスムーズに行える。
音響技術には、ドルビーデジタルプラスを搭載。またDLNA連携機能はDTCP-IPに加え、リモートアクセス対応の専用NASに保存された自宅にあるテレビやレコーダーに録画した番組やマルチメディアコンテンツを屋外での視聴や閲覧ができるDTCP+にも対応。

## その他機能
※PC向けWebブラウザが標準装備されている。携帯向けサイト(EZWeb)は他のスマートフォンやPCと同じく閲覧不可。
| 主な機能・対応サービス                                                  | 主な機能・対応サービス                           | 主な機能・対応サービス              | 主な機能・対応サービス         |
| ----------------------------------------------------------------------- | ------------------------------------------------ | ----------------------------------- | ------------------------------ |
| auウィジェット Webブラウザ                                              | LISMO! for Android メディアプレイヤー LISMO WAVE | おサイフケータイ NFC                | ワンセグ フルセグ DLNA/DTCP-IP |
| au one メール PCメール Gmail EZwebメール                                | デコレーションメール デコレーションアニメ        | Skype au                            | PCドキュメント                 |
| au Smart Sports Run & Walk Karada Manager ゴルフ(web版) Fitness、歩数計 | GPS 方位計                                       | au oneナビウォーク au one助手席ナビ | au one ニュースEX au one GREE  |
| かんたんメニュー じぶん銀行                                             | 緊急速報メール                                   | Bluetooth                           | 無線LAN機能 (Wi-Fi)            |
| 赤外線通信                                                              | WIN HIGH SPEED au 4G LTE                         | グローバルパスポート                | auフェムトセル                 |
| microSD microSDHC                                                       | モーションセンサー(6軸)                          | 防水 防塵                           | 簡易留守録 着信拒否設定        |

- 安心セキュリティパックはフル対応

## 沿革
- 2013年（平成25年）10月2日 - KDDI、および京セラより公式発表。
- 2013年10月30日 - 連邦通信委員会（FCC）を通過[9]。
- 2013年11月23日 - 全国にて一斉発売。
- 2014年（平成26年）11月 - 関東・四国・九州を除く全ての地区で販売終了。